# Dunklin County
Das Dunklin County ist ein County im US-amerikanischen Bundesstaat Missouri. Im Jahr 2020 hatte das County 28.283 Einwohner und eine Bevölkerungsdichte von 20 Einwohnern pro Quadratkilometer. Der Verwaltungssitz (County Seat) ist Kennett, das 1851 nach dem Bürgermeister von St. Louis, Luther Martin Kennett, benannt worden ist. Das County ist ein Handels- und Produktionszentrum von Baumwolle, Sojabohnen und Vieh.

## Geografie
Das Dunklin County liegt im äußersten Südosten von Missouri, dem so genannten Bootheel (Stiefelabsatz). Das County grenzt im Süden und Westen an den Bundesstaat Arkansas und hat eine Fläche von 1417 Quadratkilometern, wovon vier Quadratkilometer Wasserfläche sind.
Im Dunklin County befindet sich der tiefste Punkt des Staates Missouri am Saint Francis River, einem Nebenfluss des Mississippi, der in Arkansas mündet.
An das Dunklin County grenzen folgende Nachbarcountys:
| Butler County            | Stoddard County             | New Madrid County             |
| Clay County (Arkansas)   |                             | Pemiscot County               |
| Greene County (Arkansas) | Craighead County (Arkansas) | Mississippi County (Arkansas) |

## Geschichte
Das Dunklin County wurde am 14. Februar 1845 aus Teilen des Stoddard County gebildet. Benannt wurde es nach Daniel Dunklin (1790–1844), einem früheren Gouverneur von Missouri (1832–1836).

## Demografische Daten
Nach der Volkszählung im Jahr 2010 lebten im Dunklin County 31.953 Menschen in 13.253 Haushalten. Die Bevölkerungsdichte betrug 22,6 Einwohner pro Quadratkilometer. In den 13.253 Haushalten lebten statistisch je 2,26 Personen.
Ethnisch betrachtet setzte sich die Bevölkerung zusammen aus 85,1 Prozent Weißen, 9,7 Prozent Afroamerikanern, 0,2 Prozent amerikanischen Ureinwohnern, 0,3 Prozent Asiaten sowie aus anderen ethnischen Gruppen; 1,6 Prozent stammten von zwei oder mehr Ethnien ab. Unabhängig von der ethnischen Zugehörigkeit waren 5,4 Prozent der Bevölkerung spanischer oder lateinamerikanischer Abstammung.
25,3 Prozent der Bevölkerung waren unter 18 Jahre alt, 58,2 Prozent waren zwischen 18 und 64 und 16,5 Prozent waren 65 Jahre oder älter. 52,0 Prozent der Bevölkerung war weiblich.

Das jährliche Durchschnittseinkommen eines Haushalts lag bei 28.838 USD. Das Prokopfeinkommen betrug 16.378 USD. 24,6 Prozent der Einwohner lebten unterhalb der Armutsgrenze.

## Ortschaften im Dunklin County
Citys
| - Arbyrd - Campbell - Cardwell | - Clarkton - Holcomb - Hornersville | - Kennett - Malden - Senath |

Village
- Rives

Unincorporated Communities
| - Arkmo - Austin - Baird - Bethany - Bowie Corner - Brian - Buck Donic | - Bucoda - Caligoa - Caruth - Cotton Plant - Deer Land - Dillman - Europa | - Frisbee - Gibson - Gilbert - Glennonville - Gobler1 - Hargrove - Hollywood | - Hornersville Junction - Ipley - Johnson Mill - Kirk - Leachville Junction - McGuire - Octa | - Paulding - Pine City - Providence - Red Onion - Rington - Riverside - Scobeville | - Sumach - Sunrise - Townley - Valley Ridge - Vincit - White Oak - Wilhelmina |

1 – teilweise im Pemiscot County

## Gliederung
Das Dunklin County ist in acht Townships eingeteilt:
| Township              | Einwohner (2010) | FIPS     |
| --------------------- | ---------------- | -------- |
| Buffalo Township      | 1383             | 29-09532 |
| Clay Township         | 1453             | 29-14338 |
| Cotton Hill Township  | 5755             | 29-16696 |
| Freeborn Township     | 1775             | 29-25804 |
| Holcomb Township      | 1496             | 29-32554 |
| Independence Township | 12.991           | 29-34390 |
| Salem Township        | 2932             | 29-65252 |
| Union Township        | 4168             | 29-74608 |